# میدان مسابقه کالیاری
میدان مسابقه کالیاری (انگلیسی: Circuito di Cagliari)یک میدان مسابقه خیابانی بود که استادیوم فوتبال ورزشگاه سنت الیا در کالیاری ایتالیا را احاطه می‌کند. این میدان خیابانی در تاریخ ۱۰ نوامبر سال ۲۰۰۲ افتتاح شد. در آن تعطیلات، مسابقهٔ نهایی یورو فرمول ۳۰۰۰ در این خیابان برگزار شد. بعد از آن‌هم میزبانی مسابقه سال پس از آن، ۲۰۰۳ را بر عهده داشت. .